# Coccoloba acrostichoides
Coccoloba acrostichoides är en slideväxtart som beskrevs av Adelbert von Chamisso. Coccoloba acrostichoides ingår i släktet Coccoloba och familjen slideväxter. Inga underarter finns listade i Catalogue of Life.